# Coralliophila fax
Coralliophila fax är en snäckart som beskrevs av F. M. Bayer 1971. Coralliophila fax ingår i släktet Coralliophila och familjen Coralliophilidae. Inga underarter finns listade i Catalogue of Life.